# Puig Moreno
Der Puig Moreno (Spanien) ist die höchste Erhebung bzw. die einzige Erhebung die einen Namen hat in der Desierto de Calanda (Wüste von Calanda). Er hat eine Höhenlage von 465 m ü. N.N. Das Klima ist trocken. Von Juni bis August ist es zudem besonders heiß. Es werden zu dieser Zeit schnell 42–45 Grad Celsius, was aber keine Besonderheit ist.